# Gunnarsholmen, Säffle
```

```

Gunnarsholmen är en ö i Lurö skärgård, Eskilsäters socken, Säffle kommun.
Gunnarsholmens fyr var bemannad 1852-1954 och en fyrvaktarstuga låg då på ön. Någon odlad mark fanns inte på ön, men trädgårdsodlingar fanns vid fyrvaktarbostaden. Konturerna av fyrvaktarbostadens uthus kan ännu ses i fasaden på fyrbyggnaden. Sedan ön övergavs har den sakta växt igen, på 1960-talet fanns bara en enbuske på ön, sedan dess har buskvegetationen tagit över hela ön.